# Georg Hugo Will
Georg Hugo Will, auch: Georg H. Will und Georg Will (* um 1898; † 14. Dezember 1965 in Hannover) war ein deutscher Dramaturg, Kabarettsmanager, Theaterleiter und Filmkaufmann sowie Schwager der Filmschauspielerin Marlene Dietrich.

## Leben
Der Ende des 19. Jahrhunderts im geborene Georg Will war nach dem Ersten Weltkrieg einer der Mitbegründer des gegen die Weimarer Republik und die Demokratie gerichteten paramilitärischen Freikorps Oberland und brüstete sich später damit, er habe bei der „Befreiung Münchens und Oberschlesiens in den Reihen dieses Korps“ mitgewirkt.
Georg Will heiratete 1926 Elisabeth Dietrich (Ottilie Josephine Elisabeth Dietrich; * 5. Februar 1900 in Schöneberg bei Berlin; † 8. Mai 1973 in Bergen), die ältere Schwester von Marlene Dietrich. „Liesel“ hatte zuvor als Lehrerin gearbeitet, gab für ihren Ehemann und ihren Sohn Hans-Georg Will (* 10. Juni 1928; † 30. Januar 2013). den Beruf auf, agierte in der Folge eher als Beiwerk ihres Ehemannes: Georg Will, oftmals mit Frack und Zylinder bekleidet, überragte seine Frau um mehr als 30 Zentimeter. Für seine Schwägerin Marlene, die ihre geschwisterlich geliebte, später jedoch öffentlich verleugnete Schwester als „Tugendmoppel“ bezeichnete, war der karrieristische Theatermanager und Poseur Will lediglich ein „ungehobelter Kerl“, dem die Dietrich entsprechend ablehnend gegenüberstand.
Ende der 1920er Jahre gab Will gemeinsam mit Frank Wysbar das Magazin Theater und Kunst heraus.
Anfang der 1930er Jahre leitete Georg Will in Berlin das Theater Tribüne, betrieb im Theater des Westens ein Restaurant und leitete gemeinsam mit dem Komponisten Friedrich Hollaender das Kabarett Tingel-Tangel. Nach der Machtergreifung durch die Nationalsozialisten wurden ihm 1933 und 1934 jedoch die Lizenzen für den Spielbetrieb entzogen, was einer Art Berufsverbot gleichkam, obwohl Will bereits 1933 der NSDAP beigetreten war.
Während die Dietrich noch am Abend der Premiere ihres Films Der blaue Engel in die USA auswanderte und sich dort dann entschieden gegen das Hitlerregime aussprach, diente sich Georg Will der Partei an: In einem Brief an den Staatskommissar im Propagandaministerium, seinen „Parteigenossen“ Hans Hinkel, erinnerte er an die unschätzbaren Dienste, die er der „Bewegung“ durch seine Mitwirkung im Freikorps Oberland erwiesen habe. Schließlich ließ sich Will vom Reichspropagandaleiter Joseph Goebbels dazu einspannen, „die Dietrich“ zu einer Rückkehr nach Deutschland zu bewegen. Das gelang zwar nicht, doch wurde Georg Will für seinen Einsatz belohnt: 1937 wurde ihm die Leitung von drei für die Wehrmacht und die SS betriebenen Truppenkinos übertragen: Während er sich in Fallingbostel-Oerbke in der Lüneburger Heide sowie in Wildflecken in der Rhön Geschäftsführer einsetzte, übernahm er in Bergen-Belsen persönlich die Leitung des Lichtspielhauses Bergen-Belsen, seinerzeit mit knapp 2000 Plätzen das größte Truppenkino.
Nach Wills Übersiedlung nach Bergen-Belsen folgten ihm 1939 noch vor Kriegsbeginn seine Ehefrau Elisabeth mit dem Sohn Hans-Georg dorthin. Die Familie hatte dort während des Zweiten Weltkrieges eine „komfortable Wohnung“, bis das Ehepaar diese nach dem Einmarsch der Alliierten auf Befehl der Britischen Militärregierung räumen musste. Außerdem wurde Will die Leitung der Truppenkinos entzogen. Noch vor dem eigentlichen Kriegsende besuchte Marlene Dietrich am 7. Mai 1945 ihre Schwester Elisabeth in Bergen-Belsen. Doch der berühmte Filmstar beschloss, seine Schwester zukünftig öffentlich zu verleugnen, um „ihrem sauberen Image“ nicht zu schaden. Liesel willigte ein, keine Interviews zu geben; die beiden Schwestern blieben seitdem lediglich heimlich in Kontakt. Wenige Tage später kehrte auch Wills Sohn Hans-Georg am 20. Mai 1945 aus der Kriegsgefangenschaft zu seinen Eltern zurück.
Gegenüber den britischen Truppen gab sich Will als „Anti-Nazi“: Im Juni 1945 erhielt er die Erlaubnis zur Leitung des nunmehr britischen Truppenkinos auf dem Gelände der Kaserne in Bergen-Belsen. Erst zum 1. April 1950 wurde der Pachtvertrag für das Kino nicht verlängert.
1951 verließ Georg Will seine Ehefrau und übernahm in Hannover die Metropol-Lichtspiele, die er zuvor saniert hatte.
Ab 1959 leitete Georg Will für einige Jahre den Hotel- als auch den Kurbetrieb des Heilbades am Deister der Stadt Bad Münder. Bereits gegen Ende 1962 Anfang 1963 gab der hannoversche Filmkaufmann die Kurleitung wieder auf. Zum 1. August 1963 übernahm die Kommune den Betrieb des Kurbadkomplexes und der Heilquellen von Will wieder zurück.
Georg H. Will war Mitglied im Präsidium des in Wiesbaden ansässigen Zentralverbands der Deutschen Filmtheater. Er starb am 14. Dezember 1965 in Hannover.

## Archivalien
Archivalien von und über Georg Hugo Will finden sich beispielsweise
- als von Georg H. Will herausgegebene Broschüre Tonlichtspiele Truppen-Uebungsplatz Bergen-Belsen
  - im Stadtarchiv Bergen[7]
  - im Niedersächsischen Landesarchiv Hannover, Kennung 1241 Osterheide Gemeindefreier Bezirk Osterheide – Sammlung Baumann[8]